# María García (judoka)
María Altagarcía García Cáceres (Concepción de La Vega, 10 de agosto de 1987) es una deportista dominicana que compitió en judo. Ganó una medalla en los Juegos Panamericanos de 2007 y cinco medallas en el Campeonato Panamericano de Judo entre los años 2004 y 2012.

## Palmarés internacional
| Juegos Panamericanos    | Juegos Panamericanos          | Juegos Panamericanos | Juegos Panamericanos |
| Año                     | Lugar                         | Medalla              | Categoría            |
| ----------------------- | ----------------------------- | -------------------- | -------------------- |
| 2007                    | Río de Janeiro (Brasil)       | Medalla de bronce    | –52 kg               |
| Campeonato Panamericano |                               |                      |                      |
| Año                     | Lugar                         | Medalla              | Categoría            |
| 2004                    | Isla de Margarita (Venezuela) | Medalla de bronce    | –52 kg               |
| 2005                    | Caguas (Puerto Rico)          | Medalla de plata     | –52 kg               |
| 2007                    | Montreal (Canadá)             | Medalla de plata     | –52 kg               |
| 2008                    | Miami (Estados Unidos)        | Medalla de bronce    | –52 kg               |
| 2012                    | Montreal (Canadá)             | Medalla de bronce    | –52 kg               |